# Recuerda
Recuerda – gmina w Hiszpanii, w prowincji Soria, w Kastylii i León, o powierzchni 67,31 km². W 2011 roku gmina liczyła 104 mieszkańców.